# Chauddagram
Chauddagram är ett underdistrikt i Bangladesh. Det ligger i den sydöstra delen av landet, 110 km sydost om huvudstaden Dhaka.
Trakten runt Chauddagram består till största delen av jordbruksmark. Runt Chauddagram är det tätbefolkat, med 257 invånare per kvadratkilometer.